# フアン・ペロン
フアン・ドミンゴ・ペロン（Juan Domingo Perón、1895年10月8日 - 1974年7月1日）は、アルゼンチンの軍人、政治家、大統領。
大統領に3回当選したが、軍事クーデターで政権を取った企業国営化推進、外資排斥を打ち出すなどアルゼンチン・ナショナリズム・左派ポピュリズムの政治家又は独裁者であり、南米における左派ポピュリズムの元祖的な存在である。国内の労働組合をCGT（アルゼンチン労働総同盟）の傘下に再編し、軍部協調による国家社会主義（state socialism）に基づく全体主義的支配をした。1946年の初政権では積極的工業化と産業国有化政策の行き詰まりで、1955年に一度目の権力追放された。3度目の彼の統治でアルゼンチンはデフォルト（債務不履行）に陥ったこともある。そのため、アルゼンチン国内でもその評価は分かれる。ペロンの支援者「ペロニスタ」が母体となった正義党（ペロン党）は、現在でも同国内で大きな影響力を持っている。

## 来歴

### 生い立ち
1895年にアルゼンチンの首都のブエノスアイレス郊外のロボスで、中産階級の下の家庭でイタリア系の父とスペイン系の母の間に生まれた。なお、私生児とされ、母方の家系をさかのぼれば、先住民の先祖にたどりつく。8歳でブエノスイアレス郊外の小学校に入学し、その後16歳でアルゼンチン陸軍士官学校へ進学した。

### 軍人

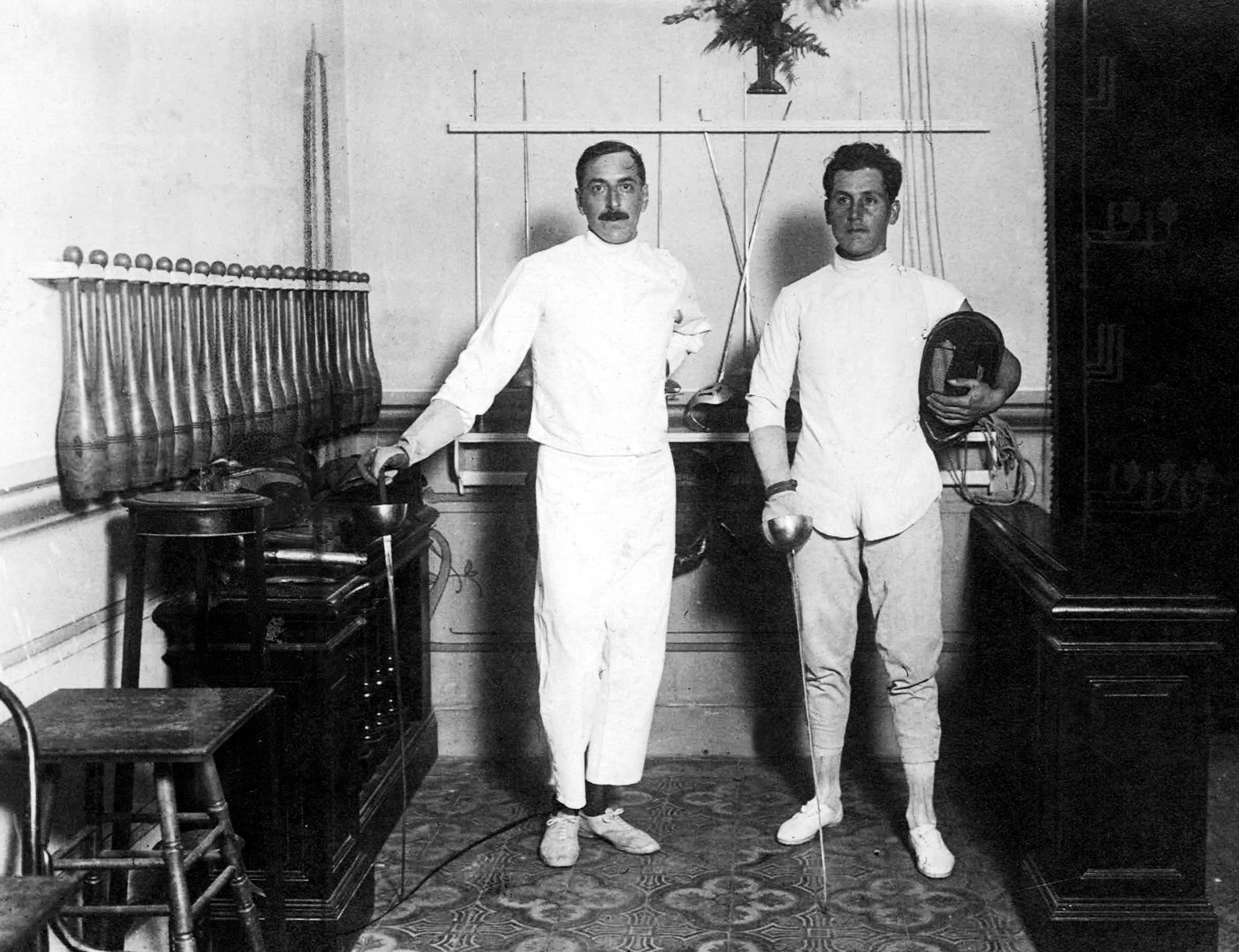
陸軍少尉時代のペロン（1921年）

1913年12月に士官学校を卒業した後、アルゼンチン陸軍の第12歩兵師団に少尉として配属された。1924年に大尉に昇進した後、1926年から1929年にかけて陸軍大学校で軍事史の研究を修め、軍内で軍事史のスペシャリストとしての頭角を顕していった。1930年に陸軍学校の軍事史の教授となった後には精力的に軍事理論や特に日露戦争を中心とする軍事史の研究を行い、その観点から1930年代にはドイツ軍の総力戦思想、具体的には国家の工業化と国民統合の必要性を訴えるようになっていった。
陸軍内での出世は速い方ではなかったが、第二次世界大戦中の1939年から1941年までイタリア王国で駐在武官として赴き、ベニート・ムッソリーニのファシズムに影響された。帰国後、枢軸国支持派の軍人とGOU（統一将校団）と呼ばれる秘密結社を組織。1943年5月に陸軍次官に任命された。

### 労働福祉庁長官
同年10月に国家労働局次長に任命され、労働局が労働福祉庁に改組されるとペロンは同庁の初代長官となり、労働争議に介入し、労働者に有利な裁定を行った。労働法の制定や労働者の組織化にも力を注ぎ、こうした労働者保護政策によって1943年から1945年までの二年間で、「社会党が数十年かかってなしとげた以上の成果を達成した」（ペンドル）。しかし一方で、このような国家による労使協調政策に反対する自主的な労働組合、特に共産党系の労働運動は激しく弾圧されるなど、ペロンの労働政策は労働者に対する保護と規制を同時に推進する、言わば「アメとムチ」の性格を併せ持っていた。

### 副大統領就任

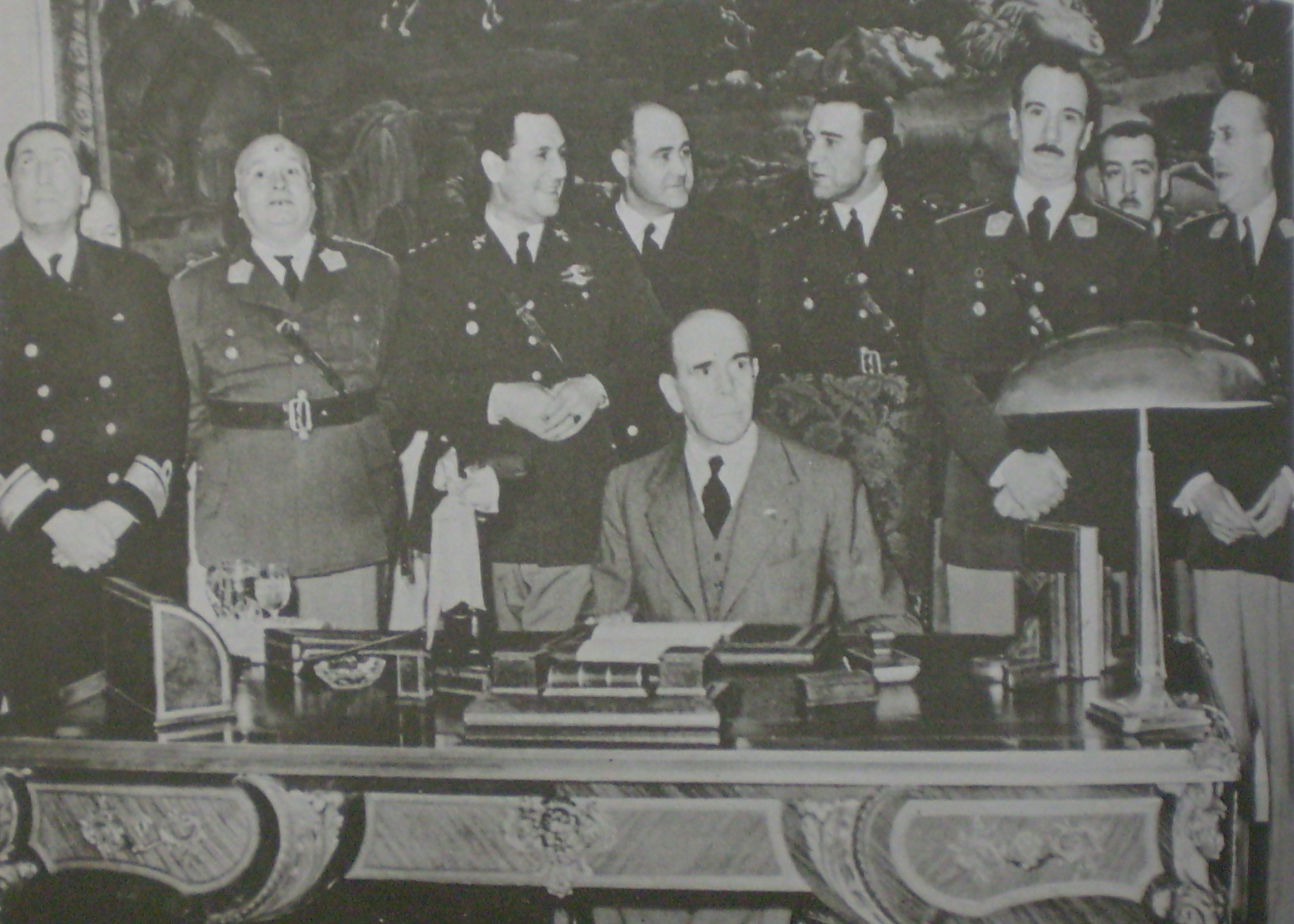
エデルミロ・ファーレルと内閣閣僚。後列左から3番目がペロン（1944年）

アルゼンチンは第二次世界大戦には大勢が決した1945年まで参戦せず、大戦中はほぼ一貫して親枢軸的中立国であったが、戦前よりアルゼンチンにとって最大の外貨獲得源であったアメリカ合衆国の圧力に屈して日本とドイツと断交したことをきっかけにラミレスが失脚し、1944年にペロンの友人のエデルミロ・フリアン・ファーレルが大統領に就任すると、ペロンは陸軍大臣と副大統領に就任した。
事実上の実権を握ったペロンが、中立国でありながら露骨な枢軸国寄りの政策を取ったため、それを嫌ったアメリカ合衆国は大使召還、経済制裁の発動など厳しい反ペロン政策を採ったが、このことが逆に外圧に抵抗する国家主権の擁護者としてのアルゼンチン国内におけるペロンのイメージを高め、この頃からペロンの思想はペロニスモ（ペロン主義）、ペロンの支持者は「ペロニスタ（ペロン主義者）」と呼ばれるようになっていった。

### クーデターによる拘束
アメリカによる圧力と、ドイツと日本の劣勢を受けて、最終的にアルゼンチンは連合国側として形だけの参戦を行ったものの、第二次世界大戦終結後アメリカとアルゼンチンの関係は決定的に悪化した。終戦により、アメリカが牛肉などの資源供給先かつ新たな連合国の一員としてアルゼンチンに対してこれ以上気を配る必要はなくなり、実際にアメリカの駐アルゼンチン大使のスプルーレ・ブレイドンは公然とペロンを批判し、さらに1945年10月17日にはアメリカが後押ししたエドゥアルド･アバロス将軍による軍事クーデターにより一時拘束された。
しかし親ペロン派の軍人たちや、ペロン支持を決議したCGTのゼネスト、そしてペロンの釈放を求めて五月広場に大挙した労働者達による後押しを受けて、後に2番目の妻になる元女優のエバ・ペロン（エビータ）が、国民にラジオでペロンの釈放を訴えたことなどによりクーデターは数日間で失敗、釈放された。

### 大統領当選

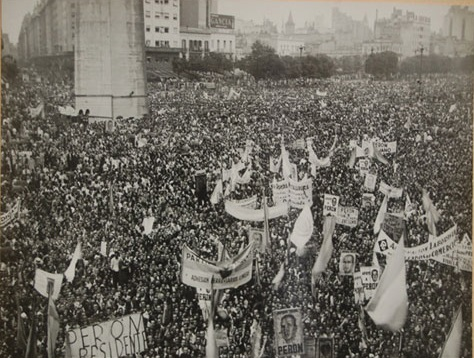
大統領就任式に集まったペロニスタ（1946年）
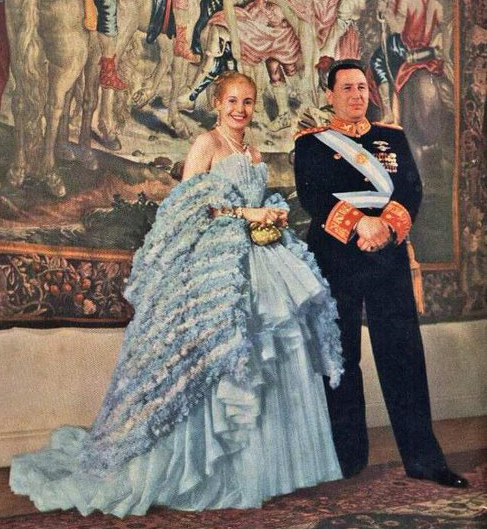
ペロンとエバ夫人（1947年）
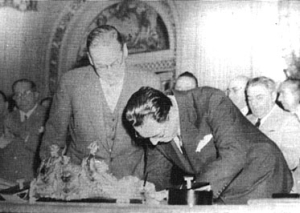
鉄道国有化法に署名するペロン（1948年）

ペロンは1946年2月に行われた総選挙において大統領に当選した。6月の大統領就任後は、労働組合の保護や労働者の賃上げ、女性参政権の実現、イギリス系、アメリカ系などの外資系企業の国営化、貿易の国家統制などの政策を推し進め、労働者層から圧倒的な支持を受けるが、一方で独裁政権を敷き反対派は強制収容所に投獄した。この政策から「左翼ファシスト」と一部では評され、「ペロニスタ」（ペロン派・ペロン主義者）と呼ばれる支持者を形成した。
民族主義に基づく民族資本産業の育成、外国資本の排除（アルゼンチン国内の複数のイギリス系私有鉄道を代表とする私・公有鉄道の国有化やアメリカ企業の国有化等）など、ファシズムに共通する点が見受けられるが、ファシズムか否かについては論議が分かれる。また、ポピュリズム的傾向も見られる。なお、第二次世界大戦中に友好国であったドイツが行っていたユダヤ人に対する迫害には、毅然と反対した。
しかしその後、イタリアの極右政党幹部であるリーチオ・ジェッリなどの手を借りて逃亡してきたドイツ軍やナチス親衛隊の戦犯を、連合国により国際指名手配されていたものの多数匿い、アルゼンチンの軍や治安機関の育成に当たらせている。ドイツ戦犯の逃亡を助けた背景には、第二次世界大戦中にドイツからの多額の金銭的、軍事的支援を受けていた上に、ドイツの科学技術や治安組織のノウハウを獲得したかったからだとされる。
当時のアルゼンチンは、第二次世界大戦時におけるアメリカなどへの牛肉、羊肉などの輸出によって富裕国であり、それで得た外貨によってこれらの政策をおこなったが、すぐに使い果たした上に、1949年頃からはアメリカやカナダの増産により食糧輸出は不振となってインフレがおこった。次第にペロンは苦境に追い込まれる。

### 再選と亡命

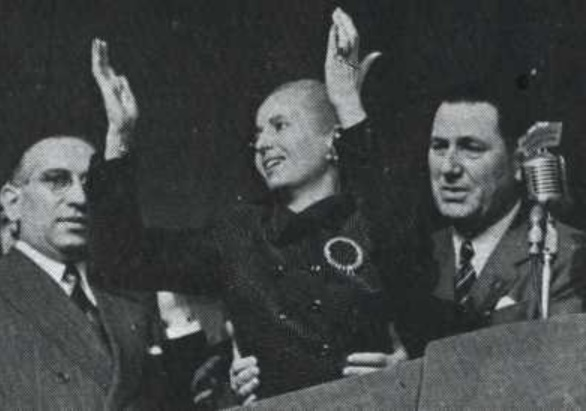
再選されたペロンとエバ夫人（1952年）
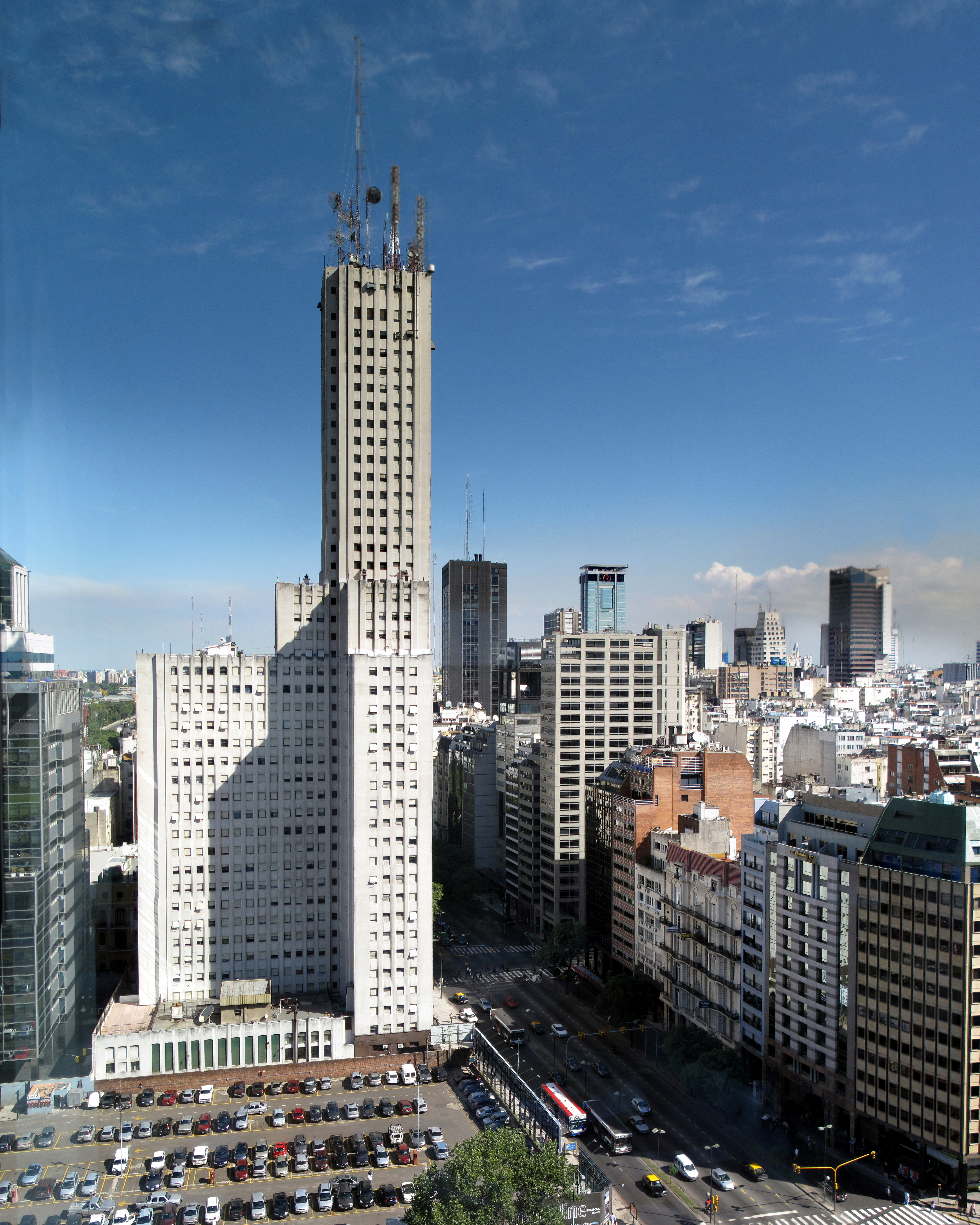
ペロン時代に建設されたアラス・ビル
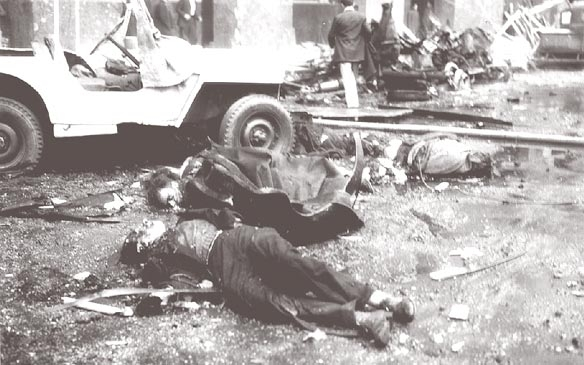
マヨ広場の惨劇の犠牲者

1951年末の総選挙においてペロンは再選されたものの、翌年の6月より2期目を始めた直後の7月に国民からカリスマ的な支持を受けた妻、エバが癌にかかり死亡すると国民からの支持をなくし、さらに離婚法の制定はこれまでペロンに対して強い支持を与えていたカトリック教会との関係を悪化させ、ペロニスタによる教会の焼き打ち事件まで誘発した。
遂に1955年6月16日には反ペロン派によるクーデター未遂事件（マヨ広場の惨劇）が起き、更に9月16日には海軍と陸軍が起こした軍事クーデター（自由革命）により大統領の職を追われ、独裁者仲間のアルフレド・ストロエスネル大統領が国を治めるパラグアイ経由で、同じく軍事独裁者のフランシスコ・フランコ将軍が君臨するスペインに亡命した。この時、手にしていたのはスイス銀行の預金通帳1冊だけだったというエピソードがある。その後、亡命先のスペインでナイトクラブ歌手のイサベルと再婚する。
ペロンはフランコと同様に反共主義者だったものの、亡命したマドリードから当時アメリカともソビエト連邦とも対立していた中華人民共和国の指導者である毛沢東に共感して手紙で連帯を呼びかけてペロニスタの青年団を中華人民共和国におくっており、後に妻のイサベルらも正義党の代表団として中華人民共和国に派遣した。

### 復権と大統領三選

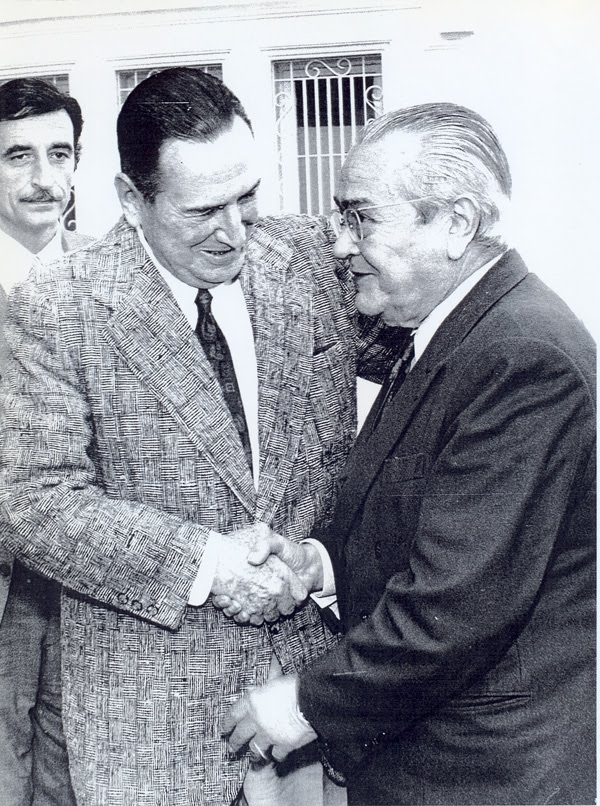
急進市民同盟のリカルド・バルビンとペロン（1972年）
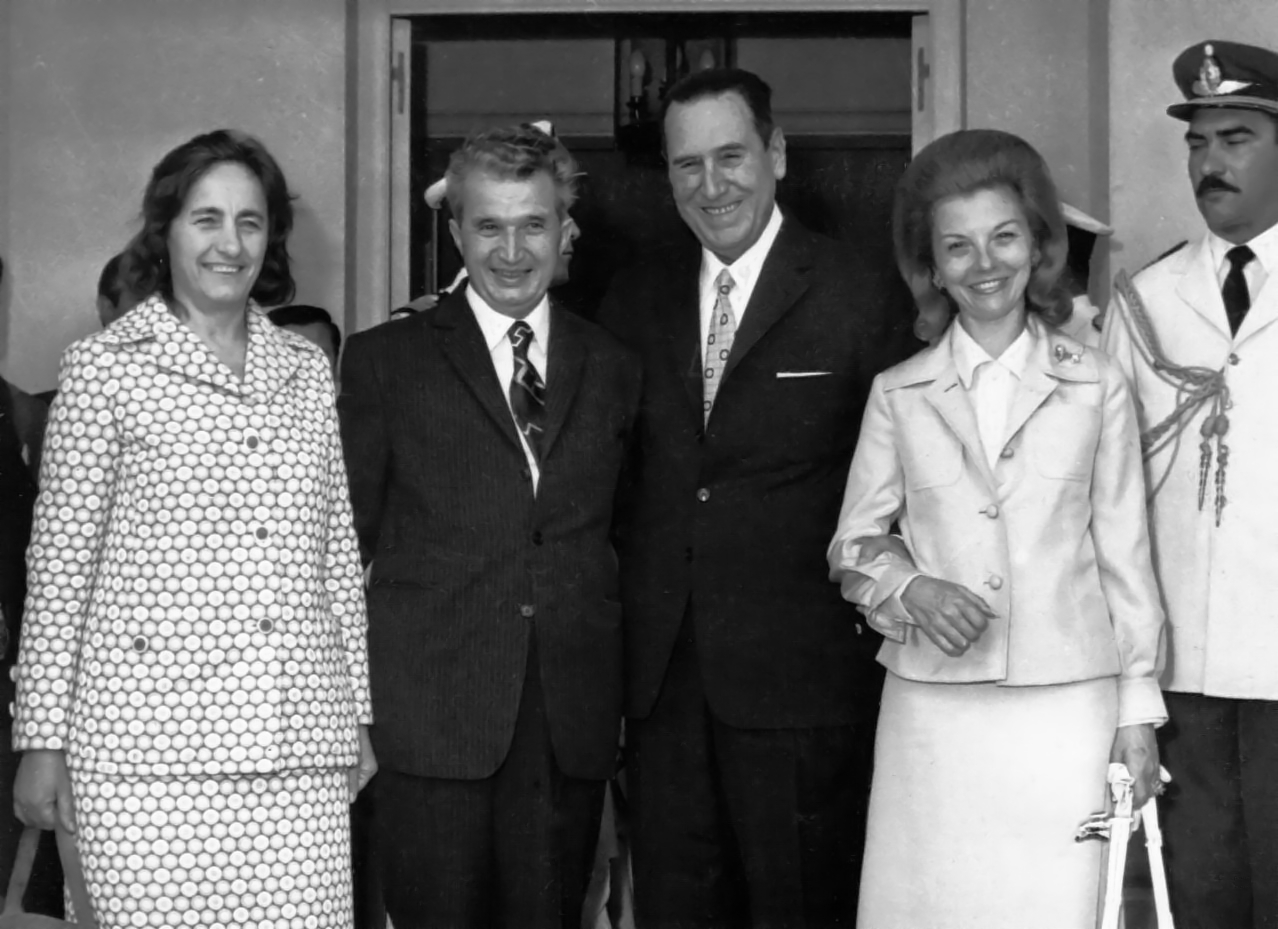
ペロン夫妻とルーマニアのニコラエ・チャウシェスク大統領夫妻（1974年）
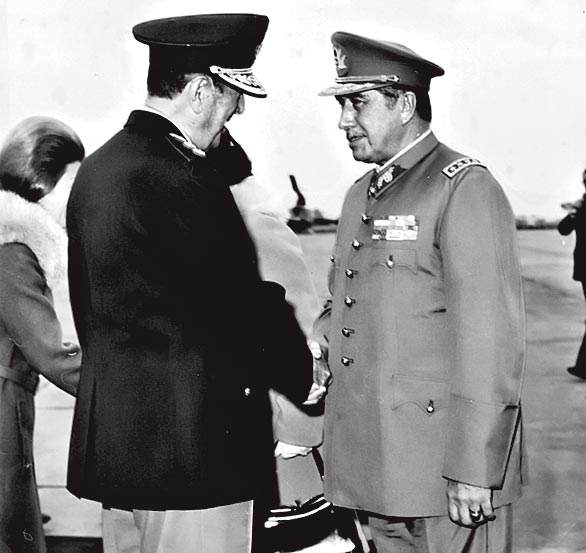
チリのアウグスト・ピノチェト大統領と（1974年）

ペロン本人は亡命したものの、アルゼンチンの政情は不安定なままで、モントネーロスやペロニスタ武装軍団などの都市ゲリラが跋扈し、経済状況も悪化したままの状態を続けることとなる。この様な状況を受けて、ペロンの亡命後もペロニスタがアルゼンチン国内で影響力を持ち続ける。
ペロンの失脚後、混迷するアルゼンチンの政局を打開するため、大統領だったアレハンドロ・ラヌーセ将軍はペロン党の出馬を認めた選挙を1973年3月11日に実施した。この選挙でペロン党は勝利し、エクトール・カンポラが大統領に就任した。
しかし、カンポラの就任直後からペロニスタ内部での左派と右派の抗争が激化し、ペロンの帰国を歓迎する空港での集会で両派が死者を出す事態に発展すると、唯一全ペロニスタを統率できる人物として、再びペロン本人が脚光を浴びることとなった。
亡命から18年近く経った1973年7月にカンポラの辞任を受け、ペロニスタ達はペロンに帰国して大統領選挙に出馬することを要請した。帰国したペロンは9月に行われた大統領選に勝利し同年の10月に三たび大統領に就任した。副大統領には自らの妻であるイサベル（イサベリータ）を任じるが、既に78歳となっていたペロンに混迷するアルゼンチンをまとめ切るだけの指導力はなく、かつての軍事政権が行っていた治安政策を取りペロニスタの左翼過激派を追放した。

### 死去

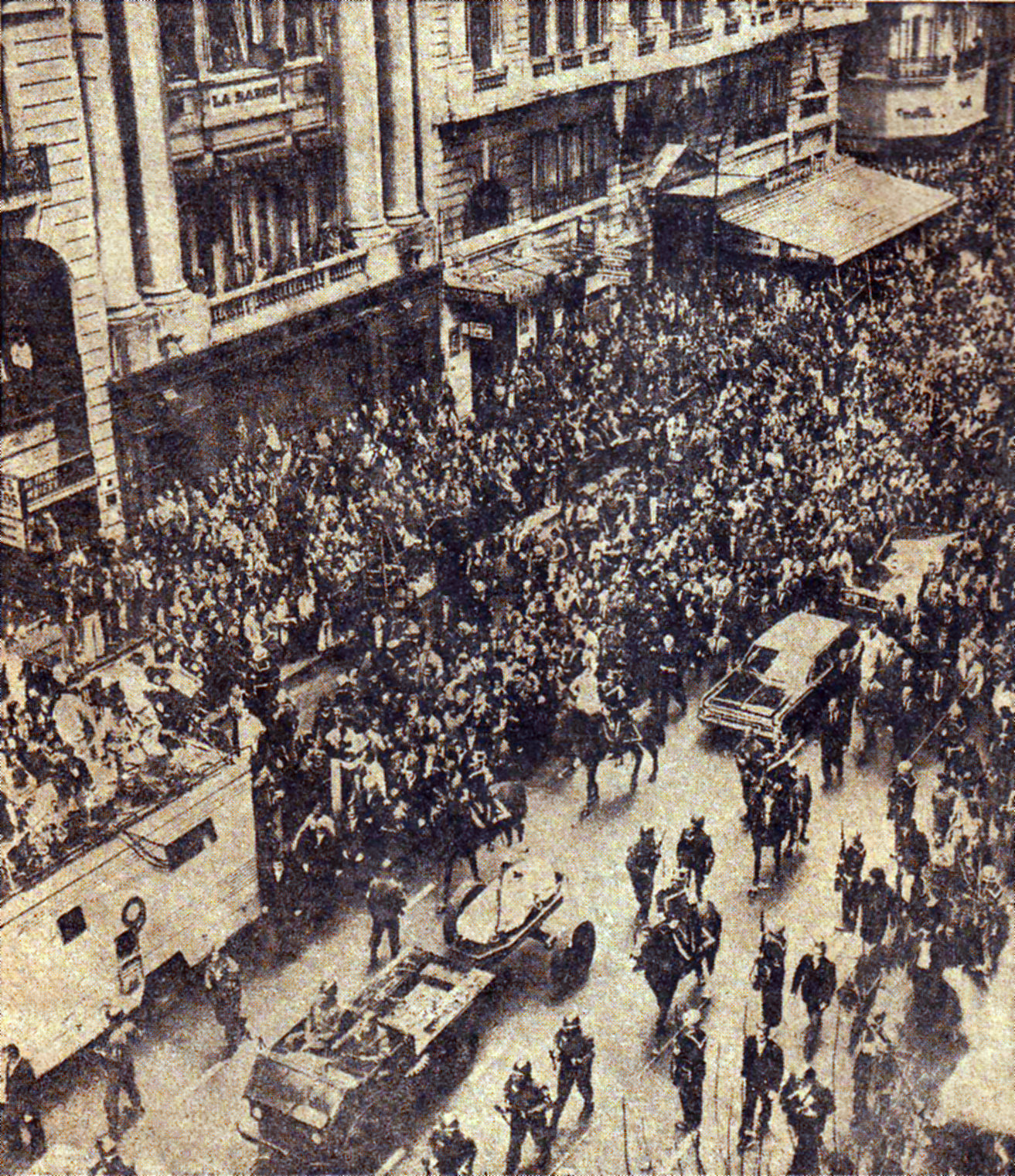
ペロンの葬列

アルゼンチンに帰国し、大統領に再就任してからわずか1年後の1974年7月に心臓発作で病死した。ペロンはアルゼンチンに正負共に大きな遺産を残したものの、ペロンの登場まで政治の枠組みの外部に置かれていた国民には愛され、ペロンの死に当たっては全国から100万人以上の支持者が葬儀に参列し、国会議事堂周辺には最後の別れを告げようとする数キロに渡る列が出来た。

## 死後

### イサベル・ペロンの昇格
その後、副大統領であったイサベルが大統領に昇格し、世界初の女性大統領となる。就任後は、軍内のペロン支持派とともに亡き夫の政権時代以上に強権的な体制を敷き、1975年には反政府派の弾圧を行ったほか、多数の人権活動家を投獄、殺害するなどし国民のみならず政府や軍の反感を買ったこともあり、1976年3月に起きた軍事クーデターで解任される。
イサベルはスペインに亡命したものの、民主化を達成したアルゼンチン政府を通じて反政府派の人権活動家の殺害を指示した罪状で国際手配され、2007年1月に亡命先のマドリードの自宅でスペイン警察当局によって逮捕された。取り調べ後、高齢のため15日おきに出頭することを条件に保釈された。その後、腰の骨を折ったため入院。アルゼンチンへの引き渡しの可否をめぐる審理が行われ、スペインの裁判所は2008年4月に引渡し拒否を決定した。

### ペロニスタ
死後40年以上経った現在でも、ペロンの支持基盤だった「ペロニスタ」はアルゼンチンで大きな影響力を持つ。「ペロニスタ」を母体とした「ペロン党」（正式名は「正義党」）は1989年以降、カルロス・メネム、ネストル・キルチネル、クリスティーナ・キルチネル、アルベルト・フェルナンデスと4人の大統領を誕生させ、議会内においても大きな勢力を保っている。

## 関連文献
- 『ペロニズム・権威主義と従属 ラテンアメリカの政治外交研究』松下洋 有信堂高文社, 1987.2.